# Taddea Gonzaga
Taddea Gonzaga di Novellara e Bagnolo (XV secolo – Scandiano, 1520) è stata una nobildonna italiana, contessa di Scandiano.

## Biografia

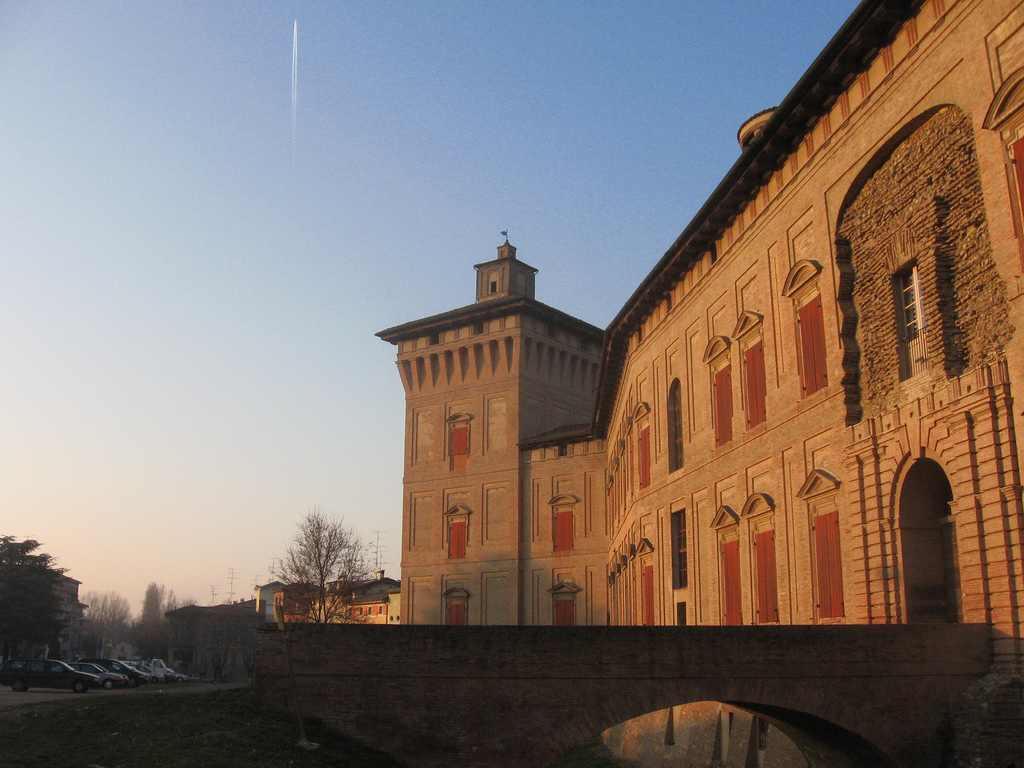
Rocca dei Boiardo

Taddea era figlia di Giorgio Gonzaga e di Paola Scianteschi.
Nel 1479 sposò il conte di Scandiano Matteo Maria Boiardo, celebre poeta e letterato; alla morte del marito, avvenuta nel 1494, divenne amministratrice dei beni del figlio Camillo, quarto conte di Scandiano.
Nel 1499, alla morte del figlio Camillo, senza eredi, sorsero diverbi con la camera ducale per la successione al feudo, che la madre intendeva assegnare alle quattro figlie. Il duca di Ferrara Ercole I d'Este, di altro avviso, investì del feudo Giovanni Boiardo.
Taddea morì nel 1520.

## Discendenza
Taddea e Matteo Maria ebbero sette figli:
- Camillo (1480-1499), conte di Scandiano dal 1494 al 1499
- Lucia, sposò(1), il conte Prosdocimo di Porcia e Brugnara, (2) Giovanni Pallavicino, Marchese di Scipione (+1478).
- Cornelia (?-1542), sposò il Cav. Gian Battista Simonetta
- Francesco (1488-1491)
- Giulia
- Lucrezia
- Emilia, sposò il 18 febbraio 1515 messer Malatesta de' Medici[3]

## Ascendenza
|                         |                   |                               | Genitori                       |  |  | Nonni |  |  | Bisnonni            |  |  | Trisnonni            |  |
|                         |                   |                               |                                |  |  |       |  |  | 8. Guido II Gonzaga |  |  | 16. Feltrino Gonzaga |  |
|                         |                   |                               |                                |  |  |       |  |  | 8. Guido II Gonzaga |  |  | 16. Feltrino Gonzaga |  |
|                         |                   | 17. Antonia da Correggio      |                                |  |  |       |  |  | 8. Guido II Gonzaga |  |  |                      |  |
| 4. Giacomo Gonzaga      |                   |                               |                                |  |  |       |  |  | 8. Guido II Gonzaga |  |  |                      |  |
|                         |                   | 9. Ginevra Malatesta          | 18. Malatesta III Malatesta    |  |  |       |  |  |                     |  |  |                      |  |
|                         |                   | 9. Ginevra Malatesta          | 18. Malatesta III Malatesta    |  |  |       |  |  |                     |  |  |                      |  |
|                         |                   | 9. Ginevra Malatesta          | 19. Costanza Ondedei           |  |  |       |  |  |                     |  |  |                      |  |
| 2. Giorgio Gonzaga      |                   | 9. Ginevra Malatesta          |                                |  |  |       |  |  |                     |  |  |                      |  |
|                         |                   | 10. Marco I Pio               | 20. Giberto I Pio              |  |  |       |  |  |                     |  |  |                      |  |
|                         |                   | 10. Marco I Pio               | 20. Giberto I Pio              |  |  |       |  |  |                     |  |  |                      |  |
|                         |                   | 10. Marco I Pio               | 21. Bianca Casati              |  |  |       |  |  |                     |  |  |                      |  |
| 5. Ippolita Pio         |                   | 10. Marco I Pio               |                                |  |  |       |  |  |                     |  |  |                      |  |
|                         |                   | 11. Taddea de' Roberti        | 22. Cabrino de' Roberti        |  |  |       |  |  |                     |  |  |                      |  |
|                         |                   | 11. Taddea de' Roberti        | 22. Cabrino de' Roberti        |  |  |       |  |  |                     |  |  |                      |  |
|                         |                   | 11. Taddea de' Roberti        | 23. Margherita del Sale        |  |  |       |  |  |                     |  |  |                      |  |
| 1. Taddea Gonzaga       |                   | 11. Taddea de' Roberti        |                                |  |  |       |  |  |                     |  |  |                      |  |
|                         | 12. Guido Torelli | 24. Marsiglio Torelli         |                                |  |  |       |  |  |                     |  |  |                      |  |
|                         | 12. Guido Torelli | 24. Marsiglio Torelli         |                                |  |  |       |  |  |                     |  |  |                      |  |
|                         | 12. Guido Torelli | 25. Elena d'Arco              |                                |  |  |       |  |  |                     |  |  |                      |  |
| 6. Cristoforo I Torelli | 12. Guido Torelli |                               |                                |  |  |       |  |  |                     |  |  |                      |  |
|                         |                   | 13. Orsina Visconti           | 26. Antonio Visconti           |  |  |       |  |  |                     |  |  |                      |  |
|                         |                   | 13. Orsina Visconti           | 26. Antonio Visconti           |  |  |       |  |  |                     |  |  |                      |  |
|                         |                   | 13. Orsina Visconti           | 27. Anastasia Carcano          |  |  |       |  |  |                     |  |  |                      |  |
| 3. Alda Torelli         |                   | 13. Orsina Visconti           |                                |  |  |       |  |  |                     |  |  |                      |  |
|                         |                   | 14. Marco I Pio (= 10)        | 28. Giberto I Pio (= 20)       |  |  |       |  |  |                     |  |  |                      |  |
|                         |                   | 14. Marco I Pio (= 10)        | 28. Giberto I Pio (= 20)       |  |  |       |  |  |                     |  |  |                      |  |
|                         |                   | 14. Marco I Pio (= 10)        | 29. Bianca Casati (= 21)       |  |  |       |  |  |                     |  |  |                      |  |
| 7. Taddea Pio           |                   | 14. Marco I Pio (= 10)        |                                |  |  |       |  |  |                     |  |  |                      |  |
|                         |                   | 15. Taddea de' Roberti (= 11) | 30. Cabrino de' Roberti (= 22) |  |  |       |  |  |                     |  |  |                      |  |
|                         |                   | 15. Taddea de' Roberti (= 11) | 30. Cabrino de' Roberti (= 22) |  |  |       |  |  |                     |  |  |                      |  |
|                         |                   | 15. Taddea de' Roberti (= 11) | 31. Margherita del Sale (= 23) |  |  |       |  |  |                     |  |  |                      |  |
|                         |                   | 15. Taddea de' Roberti (= 11) |                                |  |  |       |  |  |                     |  |  |                      |  |